# Rosario Parmegiani
Rosario Parmegiani (Napoli, 12 marzo 1937 – Genova, 13 giugno 2019) è stato un pallanuotista italiano, vincitore di una medaglia d'oro all'olimpiade di Roma 1960 con la squadra italiana composta, oltre dallo stesso Parmegiani, da Danio Bardi, Giuseppe D'Altrui, Salvatore Gionta, Giancarlo Guerrini, Franco Lavoratori, Gianni Lonzi, Luigi Mannelli, Amedeo Ambron, Eraldo Pizzo, Dante Rossi e Brunello Spinelli.

## Carriera
Inizia la carriera nella  Rari Nantes Napoli per proseguire in Liguria, al Pegli e all'Andrea Doria. Prima di ritirarsi giocherà anche alla FIAT Torino. 
Da allenatore ha ottenuto la promozione in Serie A con il Mameli ed ha guidato Voltri, Nervi, Bogliasco e Pro Recco.